# Josep Subirats i Subirats
Josep Subirats i Subirats (la Ràpita, 16 de març de 1915 - Sabadell, 14 de maig de 1989) fou un futbolista català de la dècada de 1940. Fou jugador del FC Barcelona durant la guerra civil, jugant al segon equip i quatre partits amb el primer equip, un d'ells del campionat de Catalunya de la temporada 1937-38. Després de la guerra i durant els anys quaranta formà part successivament de la UE Poble Sec, el Reus Deportiu, el CE Europa, la UE Rapitenca, en dues etapes, i el CF Badalona.

## Palmarès
- Campionat de Catalunya de futbol:
  - 1937-38
- Lliga Catalana:
  - 1937-38